# Centrolabrus exoletus
Centrolabrus exoletus (Linnaeus, 1758)  è un pesce di acqua salata appartenente alla famiglia Labridae.

## Distribuzione e habitat
Proviene dall'est dell'oceano Atlantico ed è presente anche in Groenlandia. Il suo areale si estende dalle coste del Portogallo alla Norvegia; è presente anche in Gran Bretagna e Irlanda. Raramente è stato trovato nel mar Mediterraneo, lungo le coste della Spagna. Si trova prevalentemente in aree molto ricche di vegetazione acquatica come le praterie di fanerogame marine ed è una specie tipica delle acque costiere non particolarmente profonde.

## Descrizione
Presenta un corpo leggermente compresso lateralmente, con la testa dal profilo appuntito. Il ventre è bianco, mentre il corpo è prevalentemente dorato. A differenza delle altre specie del genere Centrolabrus, il dorso è rossastro con delle macchie blu-grigiastre e non marrone con macchie più scure. La pinna caudale ha il margine arrotondato e scuro; la pinna dorsale e la pinna anale sono basse e lunghe. La lunghezza massima registrata è di 18 cm; può raggiungere l'età di 6 anni.

## Biologia

### Alimentazione
La sua dieta è prevalentemente carnivora, composta in particolare da piccoli invertebrati acquatici, soprattutto crostacei.

### Riproduzione
È oviparo e la fecondazione è esterna; le uova vengono deposte in estate in un nido di alghe costruito e sorvegliato dal maschio. Alla schiusa, le larve sono lunghe 3 mm.

## Conservazione
Questa specie viene classificata come "a rischio minimo" (LC) dalla lista rossa IUCN perché non è minacciata da particolari pericoli e perché è diffusa in diverse aree protette.